# No Promises
„No Promises” este un cântec al interpretului britanic de muzică rhythm and blues și pop Shayne Ward. Acesta a fost compus pentru a face parte de pe primul material discografic de studio al artistului, Shayne Ward. Piesa a fost lansată ca cel de-al doilea extras pe single al albumului în Regatul Unit, pe data de 10 aprilie 2006.
Discul „No Promises” a debutat pe locul 2 în UK Singles Chart, staționând în clasament timp de șaisprezece săptămâni. În Irlanda, cântecul a ocupat prima poziție, devenind cea de-a doua clasare pe locul 1 în Ireland Singles Chart.

## Informații generale
„No Promises” este un cântec pop, cu influențe de muzică electronică, de muzică rhythm and blues și rock. Instrumentalul folosit cuprinde pain și chitară.
Discul „No Promises” a debutat pe treapta secundă în UK Singles Chart, fiind devansat de piesa „Crazy”, ce aparține grupului muzical Gnarls Barkley. În Irlanda, „No Promises” a intrat în clasamentul național pe locul 1, staționând în top 10 timp de doisprezece săptămâni. Piesa a activat și în clasamentul național din Suedia, unde a obținut poziția cu numărul 4, devenind prima clasare de top 10 a artistului în această țară, dar și cel mai de succes cântec al său. Discul a obținut locul 23 în Europa și a câștigat treapta cu numărul 13 în Norvegia.

## Lista cântecelor
Disc single distribuit în Regatul Unit
1. „No Promises”
2. „Unchained Melody”
3. „A Million Love Songs”
4. „Chat with Shayne”

## Clasamente
| Clasament             | Poziția maximă | Referință |
| --------------------- | -------------- | --------- |
| Euro 200              | 23             | [ 9 ]     |
| Ireland Singles Chart | 1              | [ 3 ]     |
| Norway Singles Chart  | 13             | [ 3 ]     |
| Sweden Singles Chart  | 4              | [ 3 ]     |
| UK Singles Chart      | 2              | [ 3 ]     |